# 劉讓 (正統進士)
劉讓（1413年—1472年），字撝謙，直隸省河間府滄州人，民籍，治《詩經》。

## 生平
八月初九日生，行二，由州學生中式順天府鄉試第十二名舉人，會試中式第九十三名。年三十歲中式正統七年壬戌科第三甲第八十七名進士。

## 家族
曾祖劉彥和；祖劉通甫；父劉浩；母李氏。慈侍下，妻王氏，兄敬。